# Horodniany
Horodniany – wieś w Polsce położona w województwie podlaskim, w powiecie białostockim, w gminie Juchnowiec Kościelny.
W latach 1954–1972 wieś należała i była siedzibą władz gromady Horodniany. W latach 1975–1998 miejscowość administracyjnie należała do województwa białostockiego.
Przez miejscowość przebiega droga wojewódzka nr 678.
Wierni kościoła rzymskokatolickiego należą do parafii św. Józefa Rzemieślnika w Księżynie.

## Historia

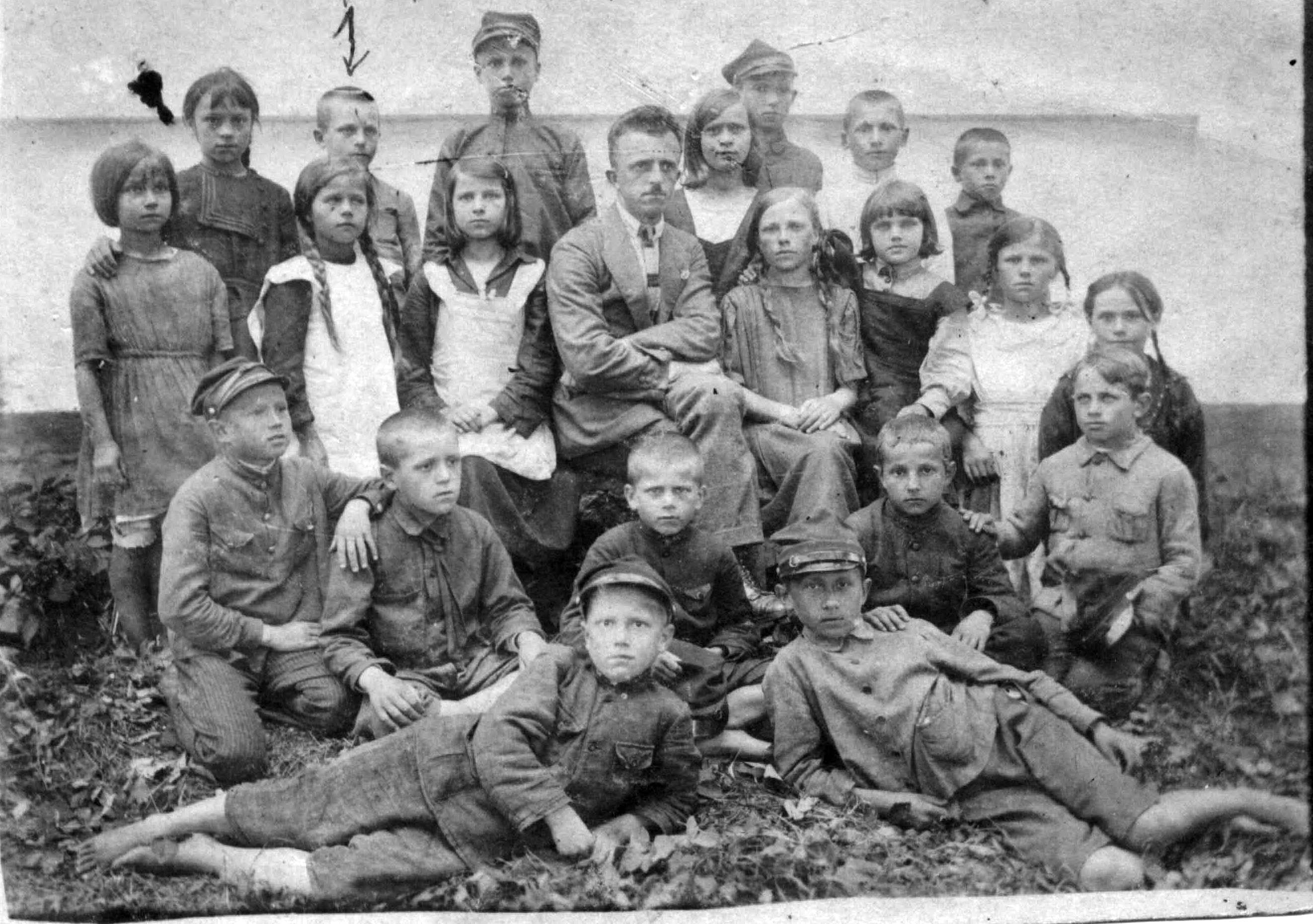
Uczniowie szkoły w Horodnianach, wśród nich nauczyciel Zygmunt Kalinowicz. 18 czerwca 1924

Wieś powstała około roku 1400 jako osada bojarska. Z biegiem czasu ci ruscy bojarzy ulegli polonizacji i jako Horodzińscy stali się drobną szlachtą.
W 1863 dwór Tomasza Kobylińskiego (ur. 1 grudnia 1806 r.) był ogniskiem ruchu powstańczego. Wspólnie z synem i zięciem brał on udział w walkach. Po powstaniu majątek Kobylińskich został skonfiskowany, a Tomasz Kobyliński zesłany na Syberię.
Folwark Horodniany był własnością Horodeńskich od XV wieku do roku 1869. Dwór był zlokalizowany na lewym brzegu rzeki na stoku wzgórza.
4 września 1869 Józef Karol Horodyński sprzedał Horodniany wraz z Ignatkami i Golenszczyzną Adolfowi Reigardtowi.
W 1899 w drodze licytacji publicznej w posiadanie Horodnian weszła Nadzieja Rajewska.
Później majątkiem Horodniany zarządzał syn Rajewskiej. W końcu XIX i pocz. XX wieku Rajewski prowadził wyprzedaż gruntów pod budownictwo podmiejskie.
W 1922 szkołę z Ignatek przeniesiono do Horodnian do budynku dworskiego, który był w tym czasie własnością Rajewskich. W dalszym ciągu były cztery klasy w jednej sali i ten sam nauczyciel – Zygmunt Kalinowicz. Szkołę z Horodnian przeniesiono w 1926 do Księżyna.
W okresie międzywojennym dobra Rajewskich kupił Landsberg.

## Zabytki
Wykaz zabytków nieruchomych wpisanych do rejestru zabytków Narodowego Instytutu Dziedzictwa:
- zespół dworski, z ok. 1880 r., nr rej.: A-332 z 29.12.1987 i z 10.05.1988:
  - dwór
  - park